# Yemişdere
Yemişdere ist ein Dorf im Landkreis Çemişgezek der türkischen Provinz Tunceli. Im Jahre 2011 lebten in Yemişdere 238 Menschen.
Der ursprüngliche Name lautete Devderiç. Der Name ist armenischer Herkunft.